# Chochola-Stil
Chochola-Stil ist die Bezeichnung einer Keramik der Maya auf Yucatán, die während der Spätklassik gefertigt wurde.
Die Chochola-Keramik wurde nach dem Ort Chocholá benannt, wo sie zuerst archäologisch festgestellt wurde. Es handelt sich um künstlerisch sehr anspruchsvolle Gebrauchsgegenstände aus schwarzem Ton mit figürlichen Abbildungen aus der Puuc-Region. Die meist szenischen Abbildungen oder Schriftzeichen sind aufwendig modelliert und strukturiert, während die Keramik unbemalt blieb. Die Herstellungsorte lagen, wie sich aus Signaturen oder Inschriften ergab, ausschließlich in Xcalumkin und Oxkintoc. Durch Handel fanden die Produkte jedoch Verbreitung auf ganz Yucatán.

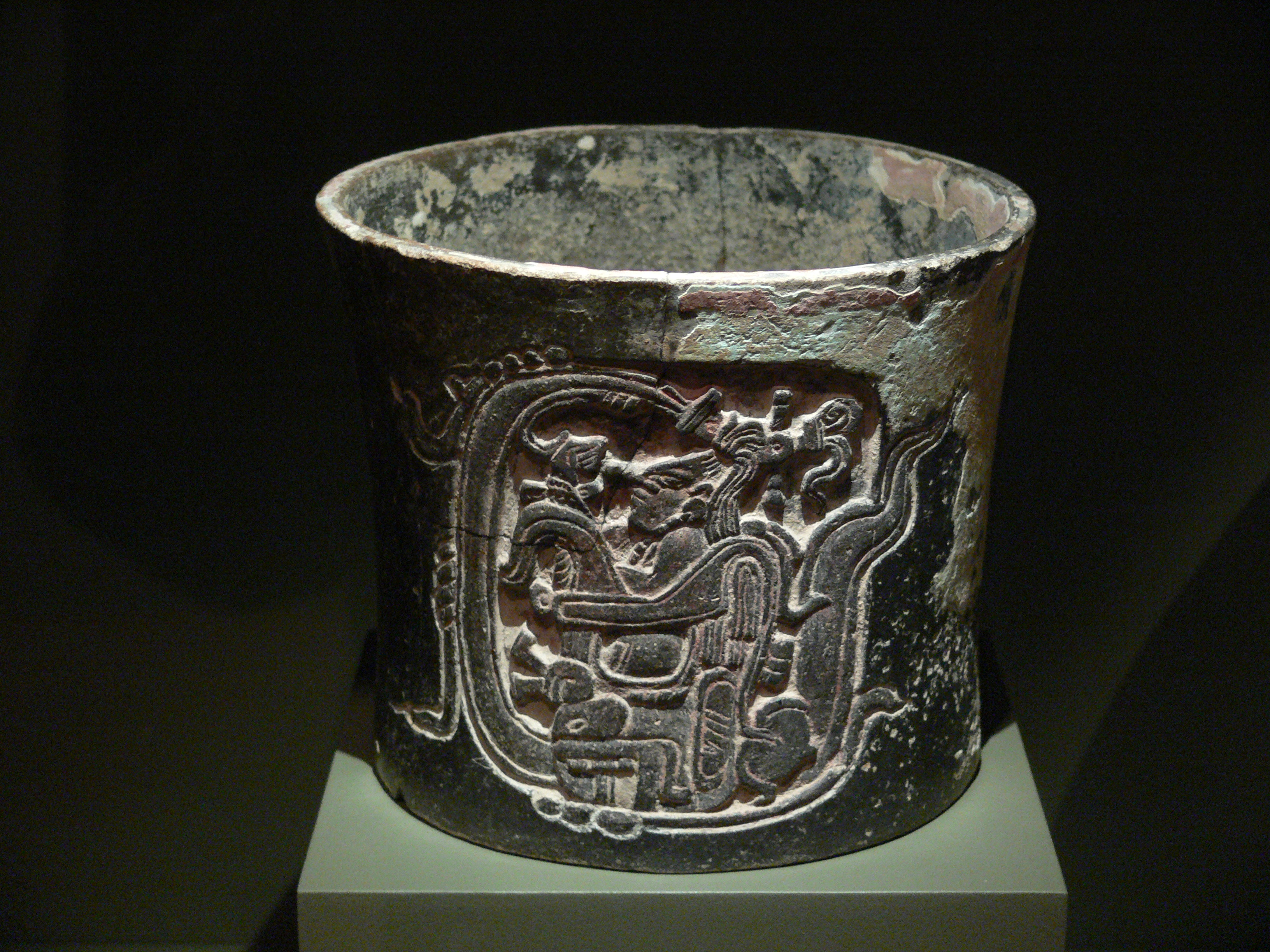
Gefäß, Dallas Museum of Art (2009)
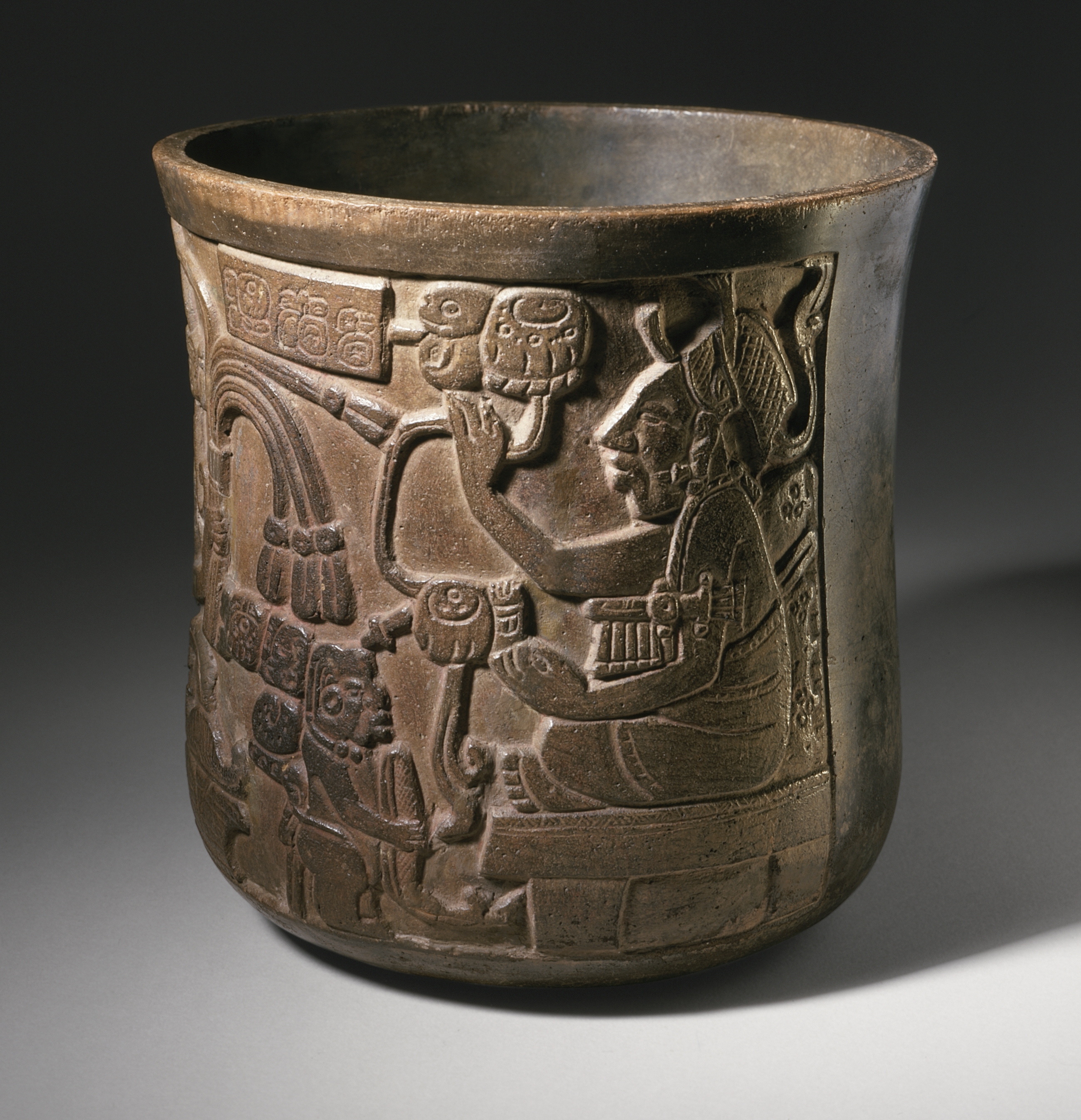
Gefäß, Privatbesitz (2012)